# Chilelopsis calderoni
Espèce
Chilelopsis calderoni est une espèce d'araignées mygalomorphes de la famille des Pycnothelidae.

## Distribution
Cette espèce est endémique du Chili. Elle se rencontre dans les régions d'Atacama et de Coquimbo.

## Description
Le mâle holotype mesure 11,24 mm et la femelle paratype 17,95 mm.

## Systématique et taxinomie
Cette espèce a été décrite par Goloboff en 1995.

## Étymologie
Cette espèce est nommée en l'honneur de Raúl Calderón González.

## Publication originale
- Goloboff, 1995 : « A revision of the South American spiders of the family Nemesiidae (Araneae, Mygalomorphae). Part 1: species from Peru, Chile, Argentina, and Uruguay. » Bulletin of the American Museum of Natural History, no 224, p. 1-189 (texte intégral).